# Операция «Трест» (фильм)
«Операция „Трест“» — советский четырёхсерийный художественный исторический телефильм режиссёра Сергея Колосова. Экранизация по мотивам романа-хроники Льва Никулина «Мёртвая зыбь».
Фильм рассказывает о контрразведывательной операции «Трест», проведённой в 1921—1925 годах ОГПУ Советской России.
Фильм — лауреат главного приза «Большой приз» III-го Всесоюзного фестиваля телевизионных фильмов.

## Сюжет
В 1921 году ОГПУ ликвидировало реальную подпольную белоэмигрантскую «Монархическую организацию Центральной России» (МОЦР). Глава организации Александр Якушев (Игорь Горбачёв) арестован, но ОГПУ не торопится дать огласку истории. Дзержинский разрабатывает план, в рамках которого решает снова возродить эту организацию под кодовым названием «Трест» и придать ей вид мощной подпольной группировки, способной возглавить контрреволюцию в России. «Трест» должен послужить приманкой для террористических белоэмигрантских сил, действующих как внутри, так и за пределами границ России. Непосредственное руководство поручается чекисту Артузову (Армен Джигарханян). Важную роль внутри системы «Треста» должен сыграть бывший дворянин Александр Якушев, которого Артузов вербует и привлекает на свою сторону. Якушев ожидает со дня на день расстрела, но неожиданно получает предложение стать «главой» «Треста». Более того, ему оказывается большое доверие — Якушева отправляют во Францию со сложной дипломатической миссией.
Якушев отлично исполняет свою роль лидера «Треста». Самые серьёзные и осторожные противники советской России поверили в затею ОГПУ. Сначала в Россию прибывают эмиссары генерала Кутепова — Захарченко и Радкевич. Перед ними разыгрывается целый спектакль, демонстрирующий возможности и ресурсы «Треста». Апофеозом операции становится инспекционная поездка английского разведчика Сиднея Рейли в Россию. Она заканчивается арестом и отправкой легендарного шпиона на Лубянку.

## В ролях
- Игорь Горбачёв — Александр Якушев
- Армен Джигарханян — Артур Артузов
- Людмила Касаткина — Мария Захарченко
- Донатас Банионис — Эдуард Стауниц
- Артём Иноземцев — Алексей Зубов
- Алексей Сафонов — Владимир Стырне
- Всеволод Якут — Сидней Рейли
- Евгений Гуров — камергер Ртищев
- Дмитрий Днепров — Баскаков
- Виктор Кольцов — князь Сергей Тверской
- Виллор Кузнецов — «Колесников», он же Косинов
- Геннадий Некрасов — генерал Николай Потапов
- Родион Александров — Василий Шульгин
- Бруно Оя — Роман Бирк
- Борис Химичев — Артамонов
- Анатолий Адоскин — Георгий Радкевич
- Михаил Погоржельский — барон Пётр Врангель
- Иван Власов — Тойво Вяхя
- Григорий Гай — генерал Александр Кутепов
- Анатолий Кацынский — поручик Вознесенский
- Пётр Вишняков — Серафим Аркадьевич
- Ольга Гобзева — Зоя Комиссарова
- Виктор Колпаков — «Дядя Вася»
- Светлана Коновалова — Якушева
- Леонид Недович — пан Мадзинский
- Павел Панков — Путилов (озвучивает Степан Бубнов)
- Сергей Боярский — ротмистр Глебов
- Николай Бриллинг — Бунаков
- Аркадий Волгин — лейтенант Забелин
- Игорь Ясулович — Игорь Румянцев (нет в титрах)
- Виктор Шульгин — полковник Жуковский (нет в титрах)
- Наталья Крачковская — дама в ресторане (нет в титрах)
- Фёдор Одиноков — привратник (нет в титрах)
- Леонид Макарьев — комментарий от автора
- Александр Граве — эпизод
- Александр Жуков — эпизод
- Николай Колофидин — эпизод

## Восприятие и историческая достоверность
Фильм стал ещё одной совместной работой супругов Сергея Колосова и Людмилы Касаткиной. В 1965 году Колосов снял первый советский телевизионный многосерийный фильм «Вызываем огонь на себя» на ту же героико-приключенческую тематику. В отличие от той ленты, у Касаткиной, в фильме «Операция „Трест“», несколько неожиданная для её амплуа отрицательная роль террористки Марии Захарченко.
Фильм снят в строго документальной манере по документальной же книге Льва Никулина и отражает официальный взгляд на события 1920-х годов. Практически все персонажи имеют свои исторические прототипы. Действия советских чекистов — пример блестяще удавшейся операции. Даже эффектная перестрелка с чекистами, в которой покончила жизнь самоубийством Захарченко, имела место в реальности. Различия замечаются только в мелочах. Историкам до сих пор доподлинно не известно, каким именно образом ОГПУ удалось заманить Сиднея Рейли в Россию, так что события, касающиеся этого эпизода, которые показаны в фильме, представляют собой творческую реконструкцию от создателей и консультантов картины. Также в значительной степени выдумана сюжетная линия, касающаяся помощника Якушева — Стауница.
В фильм также включены подлинные документальные кадры: интервью с реальными персонажами фильма — Василием Шульгиным (кадры из фильма-интервью «Перед судом истории») и Иваном Петровым (Тойво Вяхя).
Операция «Трест» — один из важных эпизодов в серии масштабных операций, разработанных и осуществлённых ОГПУ в 1920—1930 годах. Они нашли отражение в целом ряде популярных в СССР книг и фильмов. Так, операции по захвату Бориса Савинкова были посвящены фильмы «Крах» и «Синдикат-2», которые можно рассматривать как сюжетные ответвления от основной темы фильма «Операция „Трест“».

## Съёмочная группа
- Режиссёр: Сергей Колосов
- Сценарист: Александр Юровский
- Оператор: Валентин Железняков
- Композитор: Юрий Левитин
- Художник: Михаил Карташов